# Charaxes harpax
Charaxes harpax är en fjärilsart som beskrevs av Felder 1866. Charaxes harpax ingår i släktet Charaxes och familjen praktfjärilar. Inga underarter finns listade i Catalogue of Life.